# Gerry Breen

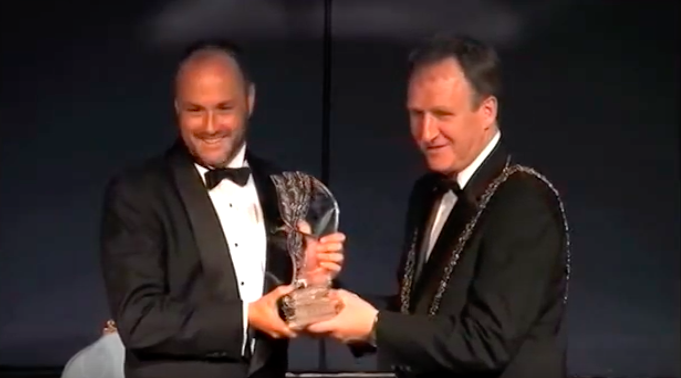
Gerry Green (rechts) überreicht Colum McCann den internationalen IMPAC Dublin Literary Award, The Mansion House, Dublin, 15. Juni 2011

Gerry Breen (* 20. Oktober 1957 in Clontarf, einem Vorort von Dublin) ist ein irischer Politiker und war von Juni 2010 bis Juni 2011 Oberbürgermeister von Dublin.
Breen wuchs in Clontarf auf. Er besuchte die Belgrove National School und das Coláiste Mhuire. Danach studierte er an der University College Dublin, wo er 1979 einen Bachelor of Commerce erhielt.
Breen gehört seit 1981 der Fine Gael an. Im Jahr 1999 wurde er erstmals in den Stadtrat von Dublin (Dublin City Council) gewählt. 2004 und 2009 erfolgte jeweils seine Wiederwahl. Juni 2010 wurde er zum neuen Oberbürgermeister von Dublin (Lord Mayor of Dublin) gewählt und löste damit Emer Costello ab. Bis zu seiner Wahl zum Oberbürgermeister war er seit 2004 Leiter der Fine Gael Fraktion im Stadtrat von Dublin gewesen.
Breen ist verheiratet und hat drei Töchter.